# Julianna Révész
Julianna Révész –también escrito como Júlia Révész– (24 de enero de 1983) es una deportista húngara que compitió en esgrima, especialista en la modalidad de espada. Ganó una medalla de plata en el Campeonato Mundial de Esgrima de 2005 y una medalla de bronce en el Campeonato Europeo de Esgrima de 2013, amnas en la prueba por equipos.

## Palmarés internacional
| Campeonato Mundial | Campeonato Mundial | Campeonato Mundial | Campeonato Mundial |
| Año                | Lugar              | Medalla            | Prueba             |
| ------------------ | ------------------ | ------------------ | ------------------ |
| 2005               | Leipzig (Alemania) | Medalla de plata   | Espada por equipos |
| Campeonato Europeo |                    |                    |                    |
| Año                | Lugar              | Medalla            | Prueba             |
| 2013               | Zagreb (Croacia)   | Medalla de bronce  | Espada por equipos |